# Tân Barga Hữu
kỳ Tân Barga Hữu (tiếng Mông Cổ: ᠰᠢᠨ᠎ᠡ ᠪᠠᠷᠭᠤ ᠪᠠᠷᠠᠭᠤᠨ ᠬᠣᠰᠢᠭᠤ Sin-e Barɣu Baraɣun qosiɣu; giản thể: 新巴尔虎右旗; phồn thể: 新巴爾虎右旗; bính âm: Xīn Bā'ěrhǔ Yòuqí, Hán Việt: Tân Ba Nhĩ Hổ Hữu kỳ) là một kỳ của địa cấp thị Hulunbuir (Hô Luân Bối Nhĩ), khu tự trị Nội Mông Cổ, Trung Quốc. Kỳ có biên giới với Mông Cổ ở tất cả mọi phía trừ hướng đông. Kỳ cũng nằm không xa bờ Hồ Hô Luân.

## Khí hậu
| Dữ liệu khí hậu của Tân Barga Hữu       | Dữ liệu khí hậu của Tân Barga Hữu | Dữ liệu khí hậu của Tân Barga Hữu | Dữ liệu khí hậu của Tân Barga Hữu | Dữ liệu khí hậu của Tân Barga Hữu | Dữ liệu khí hậu của Tân Barga Hữu | Dữ liệu khí hậu của Tân Barga Hữu | Dữ liệu khí hậu của Tân Barga Hữu | Dữ liệu khí hậu của Tân Barga Hữu | Dữ liệu khí hậu của Tân Barga Hữu | Dữ liệu khí hậu của Tân Barga Hữu | Dữ liệu khí hậu của Tân Barga Hữu | Dữ liệu khí hậu của Tân Barga Hữu | Dữ liệu khí hậu của Tân Barga Hữu |
| Tháng                                   | 1                                 | 2                                 | 3                                 | 4                                 | 5                                 | 6                                 | 7                                 | 8                                 | 9                                 | 10                                | 11                                | 12                                | Năm                               |
| --------------------------------------- | --------------------------------- | --------------------------------- | --------------------------------- | --------------------------------- | --------------------------------- | --------------------------------- | --------------------------------- | --------------------------------- | --------------------------------- | --------------------------------- | --------------------------------- | --------------------------------- | --------------------------------- |
| Cao kỉ lục °C (°F)                      | 2.9 (37.2)                        | 8.6 (47.5)                        | 20.5 (68.9)                       | 31.1 (88.0)                       | 35.9 (96.6)                       | 41.8 (107.2)                      | 42.5 (108.5)                      | 38.2 (100.8)                      | 34.7 (94.5)                       | 28.0 (82.4)                       | 13.9 (57.0)                       | 3.6 (38.5)                        | 42.5 (108.5)                      |
| Trung bình ngày tối đa °C (°F)          | −15.6 (3.9)                       | −9.8 (14.4)                       | −0.5 (31.1)                       | 11.1 (52.0)                       | 19.8 (67.6)                       | 26.0 (78.8)                       | 27.8 (82.0)                       | 25.7 (78.3)                       | 18.8 (65.8)                       | 9.2 (48.6)                        | −3.7 (25.3)                       | −12.9 (8.8)                       | 8.0 (46.4)                        |
| Trung bình ngày °C (°F)                 | −21.2 (−6.2)                      | −16.8 (1.8)                       | −7.6 (18.3)                       | 3.9 (39.0)                        | 12.8 (55.0)                       | 19.6 (67.3)                       | 22.0 (71.6)                       | 19.8 (67.6)                       | 12.1 (53.8)                       | 2.3 (36.1)                        | −9.8 (14.4)                       | −18.1 (−0.6)                      | 1.6 (34.8)                        |
| Tối thiểu trung bình ngày °C (°F)       | −25.5 (−13.9)                     | −21.9 (−7.4)                      | −13.5 (7.7)                       | −2.8 (27.0)                       | 5.4 (41.7)                        | 12.8 (55.0)                       | 16.3 (61.3)                       | 14.1 (57.4)                       | 6.3 (43.3)                        | −3.0 (26.6)                       | −14.3 (6.3)                       | −22.1 (−7.8)                      | −4.0 (24.8)                       |
| Thấp kỉ lục °C (°F)                     | −40.1 (−40.2)                     | −40.1 (−40.2)                     | −29.6 (−21.3)                     | −20.4 (−4.7)                      | −7.1 (19.2)                       | 0.8 (33.4)                        | 5.2 (41.4)                        | 3.6 (38.5)                        | −7.0 (19.4)                       | −18.5 (−1.3)                      | −30.0 (−22.0)                     | −35.4 (−31.7)                     | −40.1 (−40.2)                     |
| Lượng Giáng thủy trung bình mm (inches) | 1.3 (0.05)                        | 1.3 (0.05)                        | 3.0 (0.12)                        | 6.8 (0.27)                        | 15.0 (0.59)                       | 33.0 (1.30)                       | 72.6 (2.86)                       | 72.2 (2.84)                       | 25.7 (1.01)                       | 8.2 (0.32)                        | 2.9 (0.11)                        | 2.5 (0.10)                        | 244.5 (9.62)                      |
| Độ ẩm tương đối trung bình (%)          | 73                                | 70                                | 58                                | 42                                | 38                                | 49                                | 60                                | 62                                | 57                                | 55                                | 66                                | 73                                | 59                                |
| Nguồn:                                  |                                   |                                   |                                   |                                   |                                   |                                   |                                   |                                   |                                   |                                   |                                   |                                   |                                   |

## Hành chính

### Trấn
- A Lạp Thản Ngạch Mạc Lặc (阿拉坦额莫勒镇)
- A Nhật Cáp Sa Đặc (阿日哈沙特镇)
- Hô Luân (呼伦镇)

### Tô mộc
- Bối Nhĩ (贝尔苏木)
- Khắc Nhĩ Luân (克尔伦苏木)

### Khác
- Mục trường Ngao Nhĩ Kim (敖尔金牧场)